# Höstanemon
Höstanemon (Anemone hupehensis) är en art i familjen ranunkelväxter och förekommer naturligt i centrala Kina. 
Höstanemon är en tålig, anspråkslös, högrest trädgårdsväxt som kan bli mycket gammal om den lämnas att växa i fred. Den behöver inte delas.  

## Synonymer

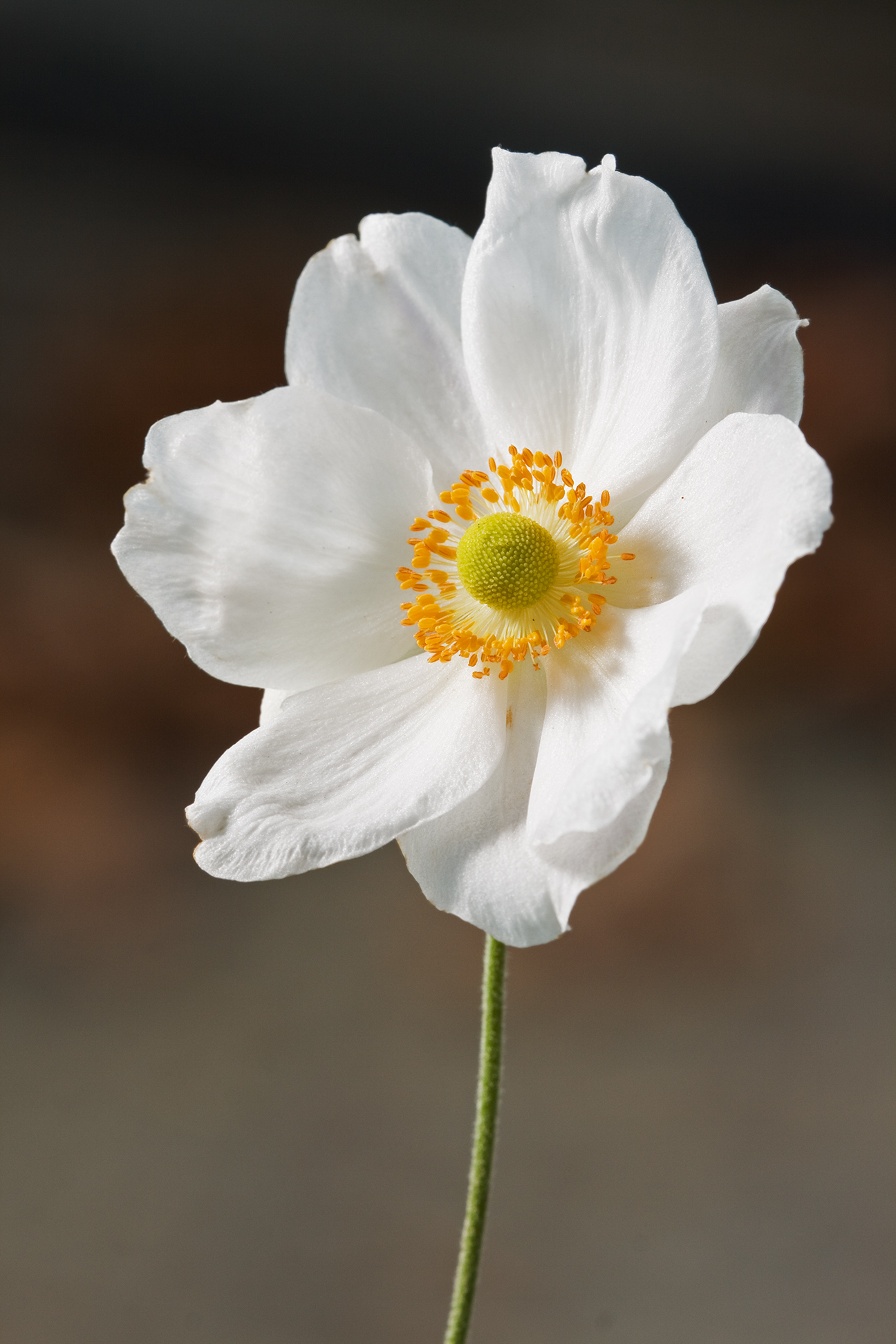
Blomma av A. h. var. japonica.

- Anemone hupehensis f. alba W. T. Wang
- Anemone hupehensis var. japonica (Thunberg) Bowles & Stearn
- Anemone hupehensis var. simplicifolia W. T. Wang
- Anemone japonica (Thunberg) Siebold & Zuccarini nom. illeg.
- Anemone japonica var. hupehensis Lemoine
- Anemone scabiosa H.Léveillé & Vaniot
- Atragene japonica Thunberg